# Drugeth Fülöp
Drugeth Fülöp (Drugeth I. Fülöp; ? – 1327. szeptember 9. előtt) frank származású magyar főnemes, Szepes és Újvár ispánja, nádor (1323–1327); I. Károly feltétlen híve és szövetségese.

## Tevékenysége

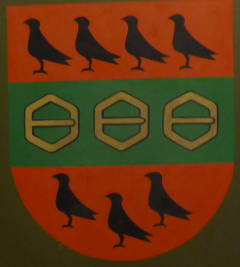
Drugeth családi címer

Fülöp a frank eredetű nápolyi Druget családban született. Apja, Druget János Martell Károly hűbérese volt.
1300 nyarán Károly Róbert kíséretének tagjaként érkezett Salernóból Magyarországra. Az első, hazánkba érkező Drugetként ő alapozta meg a főnemessé váló család vagyonát, politikai és katonai befolyását.
Károly gyermekkori bizalmasaként fontos szerepe volt a király hatalmi konszolidációjában és a kiskirályok hatalmát letörő hadjárataiban. A rozgonyi csata, majd az Abák hatalmának végső megtörése után a király több birtokot adományozott neki, többek között Zemplén, Barkó, Jeszenő, Palocsa, „Szokoly” (Pusztatorony-Bibervár, Szokolya mellett), Párics (a mai Tőketerebes mellett), és Lubló kővárait tartozékaikkal. A gönci vár és a füzéri vár 1312-ben került a kezére, a boldogkői vár 1317-ben. A család székhelyét Szepes várában rendezte be.
1315–1327 között Szepes és 1317–1327 között Újvár ispánja volt. E területek kormányzójaként többször is összeütközésbe került Csák Mátéval. A tartományúr ellenében képes volt Szepest megvédeni, de, egyéb kártevéseit kevéssé tudta akadályozni. Egy ízben csak egy Éles János nevű nemes „ügyessége mentette meg életét”.
1321–1323 között a királyné tárnokmestere lett, majd 1323-tól 1327-ig nádor. Ezzel honorként további jelentős birtokokat kapott a Felvidéken.

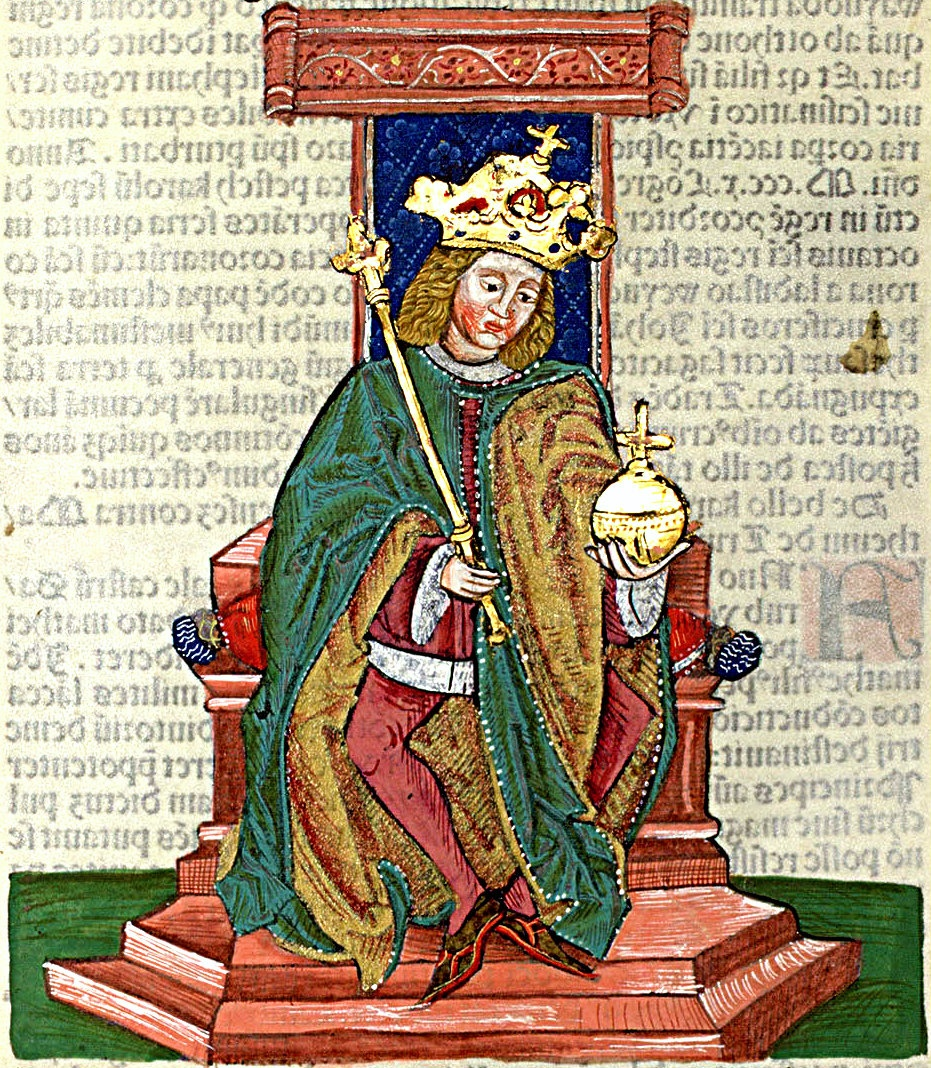
I. Károly, a Drugethek pártfogója

Az ország északi részén szerzett birtokaira támaszkodva számos familiárist szerzett és valóságos udvartartást épített ki. Familiárisai közül később több család is a főnemesek közé emelkedett. A gyors kiemelkedés legjelesebb példája például Perényi Miklós. Nagy birtokaira támaszkodva fontos katonai szövetségesnek számított. A király szinte minden hadjáratában részt vett, néhányat pedig maga vezetett:
- 1317-ben Petenye fia Péter ellen;
- 1320-ban Csák Máté ellen;
- 1323-ban Horvátországba.[2]

Hosszú és hűséges szolgálata jutalmául 1323-ban (amikor a király nádorrá nevezte ki) Fülöpnek az ország északi részének hat megyéjében már hét kővára volt:
- Zemplén,
- Barkó (amit 1317-ben kapott jutalmul),
- Jeszenő,
- Palocsa,
- Szokolya (?),
- Terebes (amit 1319-ben kapott jutalmul),
- Lubló (amit 1323-ban kapott jutalmul).

A nádor tisztségével további tíz királyi vár, egyebek közt:
- Sáros,
- Regéc,
- Jászó,
- Sárd(??),
- Dédes,
- Fülek,
- Gönc,
- Diósgyőr és
- Makovica (a mai Miklósvölgye mellett)

kezelését bízták rá az ország északi részén. Helyettese (az egyik alnádor) Perényi Miklós lett.
Nádorrá emelkedve komoly szerepe lett az igazságszolgáltatásban. (Saját, észak-magyarországi befolyási területeire már korábban megkapta a főbíró jogait.) Ezt kihasználva kiszélesítette a nádor bírói jogkörét. Két alnádort (viceiudex palatini, illetve iudex palatini) nevezett ki. Egyikük állandó székhelye Budán volt, a másiké (ez volt Perényi) Vizsolyban. A két alnádor folyamatosan intézte a peres ügyeket. Bevezette a nádori ítélőszéket (congregatio generalis palatini) és a tizenkét tagú esküdtszéket. A bírói ranglétrán gyakran familiárisait tette maga alá.
Műveltsége és származása okán reprezentatív alakja lett Károly Róbert Itália lovagi kultúráját idéző királyi udvarának.
Fogadott apjával, Nekcsei Demeter tárnokmesterrel és annak vejével, Garai Pál macsói bánnal alapította meg az első báróligát.
Fiúörökös nélkül halt meg 1327-ben. Halála előtt Nápolyi Mária közvetítésével Magyarországra hívta János fivérét a birtok átvételére. János lett a magyar Drugethek homonnai ágának megalapítója, több vármegye főispánja. Fülöp vagyonát unokaöccse (János fia), Drugeth Vilmos örökölte.

## Családja
Fülöp bátyja Drugeth I. János (1288–1333), a család homonnai ágának megalapítója, Somogy, Bács, Fejér és Tolna vármegyék főispánja.
János idősebb fia geréni Drugeth I. Vilmos nádor, a fiatalabb Drugeth I. Miklós (1344–1354 között ungi főispán, 1354-től országbíró).